# Lars Hörlén
Lars Magnus Hörlén, född 27 september 1924 i Höreda församling, Jönköpings län, död 12 april 2015 i Eksjö, Jönköpings län,  var en svensk arkitekt.
Hörlén, som var son till folkskollärare Adolf Hörlén och Elsa Gabrielsson, avlade studentexamen i Eksjö 1943 och utexaminerades från Kungliga Tekniska högskolan i Stockholm 1952. Han anställdes hos arkitekt Hugo Häggström i Borås 1952. Tillsammans med Häggström ritade han modern bostadsbebyggelse, vilken uppfördes 1962–1965 i den totalsanerade gamla arbetarstadsdelen Norrby i Borås. I de så kallade Bananhusen i kvarteren Lotsen och Spinnaren höll de endast bottenplattan och första våningen inom vad stadsplanen angav, medan de lät de övre våningarna kraga ut, varigenom åtskilliga kvadratmeter bostadsyta vanns. Hörlén ritade även Hässleholmens kyrka i samma stad (invigd 1974).
Lars Hörlén var bror till folkpartisten och Missionförbundaren Linnéa Hörlén.